# Бранка Рауніґ
Бранка Рауніґ (босн. Branka Raunig; 1 січня 1935, Сараєво, Королівство Югославія — 13 червня 2008, Бихач, Унсько-Санський кантон, Боснія і Герцеговина) — боснійська вчена-археолог, дослідниця доісторичної епохи та музейна кураторка.

## Ранні роки
Бранка Рауніґ народилася в Сараєві 1 січня 1935 року. Перші роки її життя пройшли в Кралеві. Від 1954 до 1958 року вивчала археологію на філософському факультеті Белградського університету. Одним з її викладачів був археолог Бранко Гавела.

## Кар'єра

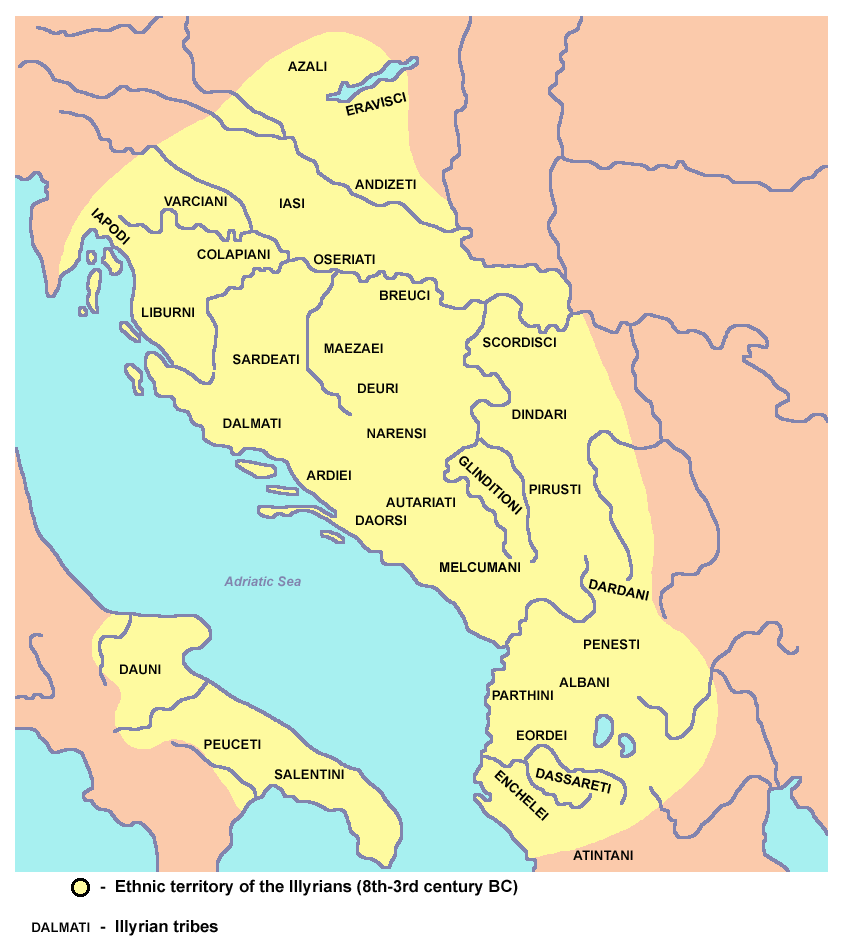
Іллірійські племена, зокрема і яподи

Після закінчення університету Рауніґ повернулася в Боснію і Герцеговину, де працювала в музеї Пуньє в Бихачі. Саме там, маючи справу з археологічним матеріалом, що стосується племені яподів, Рауніґ зацікавилася цим давнім індоєвропейським народом, вивченню якого вона присвятила всю свою подальшу наукову кар'єру. 1963 року Рауніґ перебралася на роботу в Музей регіону Джаково, де продовжила вивчати історію яподів, зосередившись на районі Пуньє. На основі археологічних матеріалів з цього регіону вона написала магістерську дисертацію, яку захистила 1971 року. Від 1987 року і до виходу на пенсію 1998 року Рауніґ займала посаду директора музею Пуньє. 1992 року вона захистила докторську дисертацію з теми мистецтва і релігії племені яподів.

## Розкопки

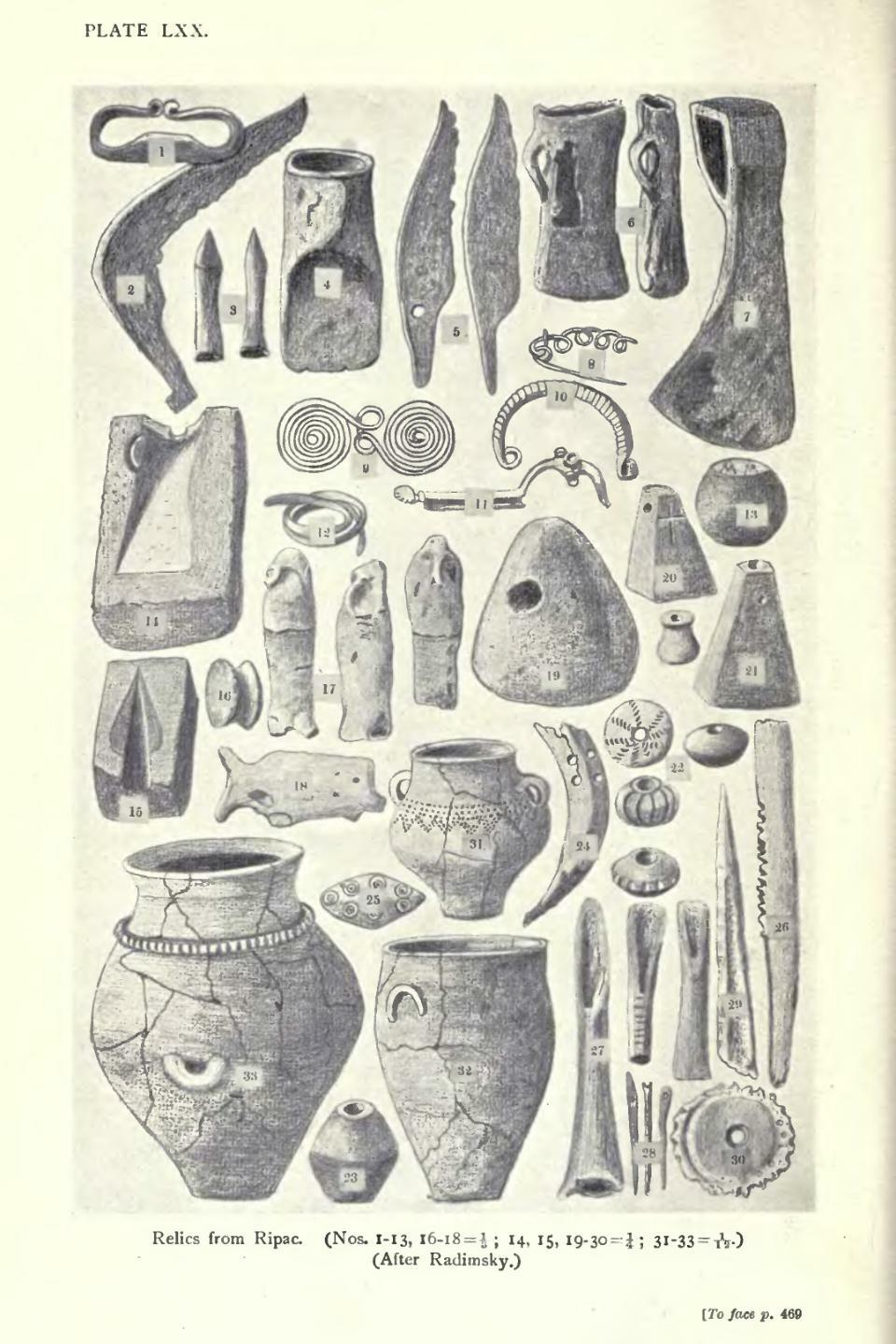
Археологічні знахідки з Ріпці

За час своєї наукової кар'єри Рауніґ брала участь у розкопках і писала за їх результатами роботи. До вивчених нею археологічних об'єктів у регіоні належать серед іншого: Црквина-Голубич, Врандук, Под, Градина і Соєнічко, а також ділянка недалеко від Градишки. Рауніґ досліджувала поховання в Джаково і відіграла важливу роль у доведенні наявності там римського поселення. Вона також керувала розкопками, в ході яких там виявлено мечеть. Рауніґ цікавилася багатьма аспектами матеріальної культури, так вона провела дослідження кераміки, виявленої в Крчані, яка належить до латенської культури. Вона також досліджувала доісторичну зброю, знайдену в цьому регіоні. Попри те, що основний інтерес Рауніґ стосувався боснійських доісторичних часів, вона також вивчала й середньовічні пам'ятки.

## Смерть
Рауніґ померла від пневмонії в Бихачі 13 червня 2008 року.